# Eustácio II, Conde de Bolonha
Eustácio II (c. 1015–1020 – c. 1087), também conhecido com Eustácio, o Bigodudo (aux Gernons) foi conde de Bolonha de 1049 até sua morte. Lutou ao lado dos normandos na batalha de Hastings, e depois recebeu grandes doações de terras que formam uma honra, na Inglaterra. É um dos poucos companheiros comprovados de Guilherme, o Conquistador. Tem sido sugerido que Eustácio foi o patrono da tapeçaria de Bayeux.

## Origens
Era o filho de Eustácio de Bolonha.

### Carreira
Em 1048, Eustácio juntou-seu a rebelião de seu sogro contra o imperador Henrique III. No ano seguinte, foi excomungado pelo Papa Leão IX por se casar dentro do grau de parentesco proibido. Ambos Eustácio e Ida eram descendentes de Luís II de França, e apenas no sétimo grau proibido. No entanto, uma vez que hoje nem todos os seus antepassados são conhecidos, não pode ter existido uma relação mais próxima. A ação do Papa foi, possivelmente, a mando de Henrique III. A rebelião falhou, e em 1049 Eustácio e Godofredo submeteram-se ao Sacro Imperador.
Eustácio visitou a Inglaterra em 1051, e foi recebido com honra na corte de Eduardo, o Confessor. Eduardo e Eustácio eram ex-cunhados e permaneceram aliados políticos. No outro lado da divisão política a figura dominante na Inglaterra era o conde Goduíno de Wessex, que recentemente havia casado seu filho Tostigo com a filha de seu rival, o Conde de Flandres. Além disso o filho de Goduíno, Sueno, tinha rivalizado com seu enteado Raul, o Tímido.
A briga em que Eustácio e os seus servos envolveram-se com os cidadãos de Dover levou a uma briga séria entre o rei e Goduíno. Este último, cuja jurisdição estavam sujeitas aos homens de Dover, se recusou a puni-los. Sua falta de respeito com aqueles que exerciam autoridade tornou-se a razão de seu banimento juntamente com sua família. Eles deixaram a Inglaterra, mas retornaram no ano seguinte, em 1052, com um grande exército, auxiliado pelos Flamengos.
Em 1052, Guilherme de Talou se rebelou contra seu sobrinho o duque Guilherme da Normandia. Eustácio pode muito bem ter sido envolvido nessa rebelião, embora não haja nenhuma evidência específica, depois da rendição de Guilherme de Talou ele fugiu para a corte bolonhesa.
Nos anos seguintes, seus rivais e inimigos avançaram ainda mais. O conde Balduíno de Flandres consolidou seu domínio sobre os territórios que ele tinha anexado ao leste. Em 1060 tornou-se tutor de seu sobrinho, o rei Filipe I de França. Em contraste o enteado de Eustácio, Valter de Mantes falhou em sua tentativa de reivindicar o condado de Maine. Ele foi capturado pelos normandos e morreu logo depois em circunstâncias misteriosas.

### Lutas na batalha de Hastings

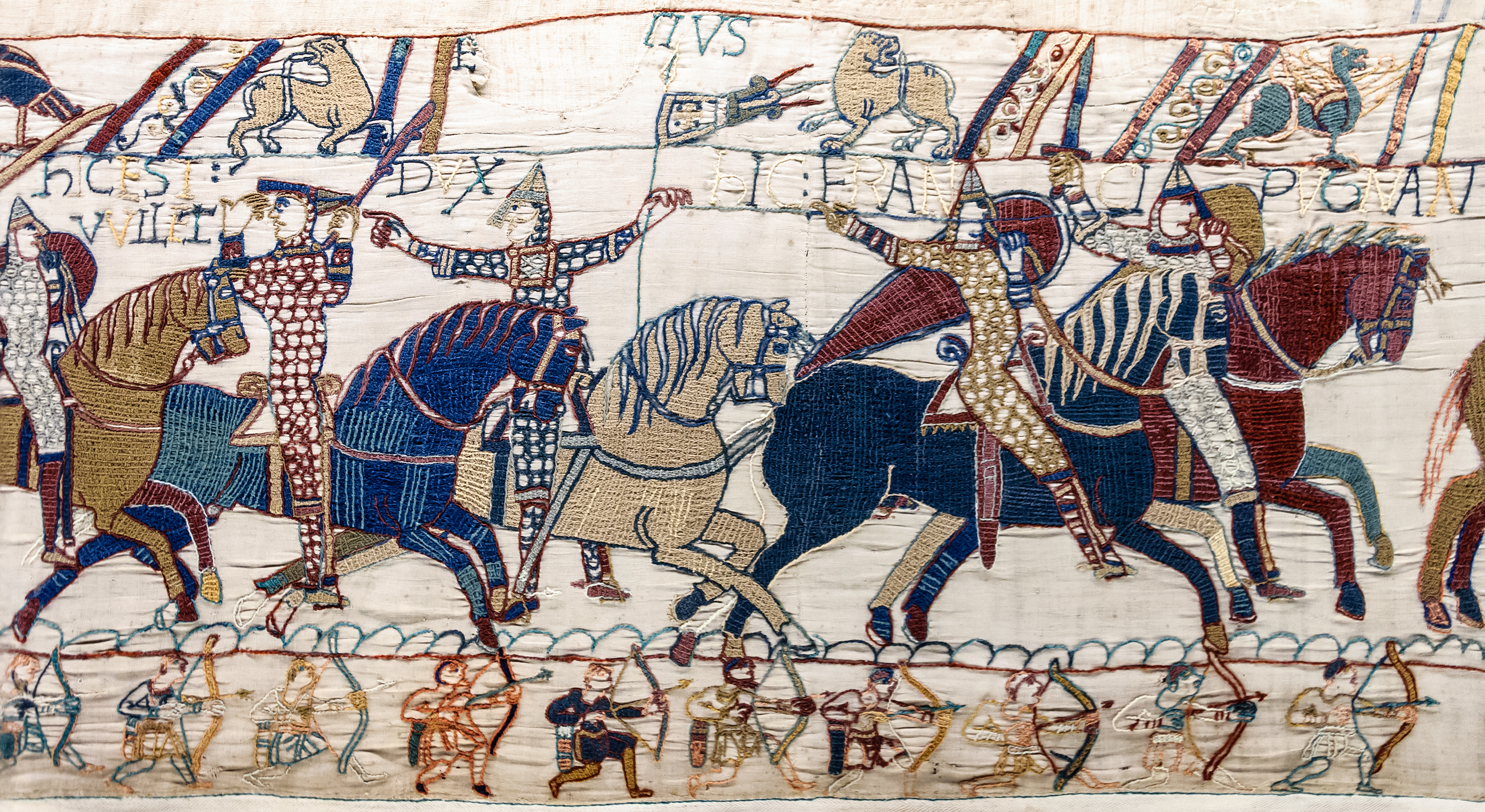
Suposta representação de Eustácio na batalha de Hastings. Detalhe da Tapeçaria de Bayeux. Inscrição acima do duque Guilherme: HIC EST WILLELMUS DUX ("Aqui está o duque Guilherme") e acima da figura à direita dele E...TIUS (aparentemente uma forma latinizada de "Eustácio")

Estes eventos evidentemente causaram uma mudança em suas lealdades políticas, para ele, em seguida, tornar-se um participante importante na conquista normanda da Inglaterra em 1066. Ele lutou em Hastings, embora fontes variam a respeito dos detalhes de sua conduta durante a batalha. O cronista contemporâneo Guilherme de Poitiers escreveu a respeito dele:
| “ | Com uma voz áspera ele (o duque Guilherme) chamou por Eustácio de Bolonha, que, com 50 cavaleiros, estava virando para fuga e estava prestes a dar o sinal de retirada. Este homem veio até o duque e disse em seu ouvido que ele deveria se retirar já que iria cortejar a morte se fosse para a frente. Mas no momento em que pronunciou as palavras Eustácio foi atingido entre os ombros com tanta força que o sangue jorrou de sua boca e nariz e meio morto ele só fez a sua fuga com a ajuda de seus seguidores. | ” |

A representação na Tapeçaria de Bayeux mostra um cavaleiro que leva uma bandeira que cavalga até o duque Guilherme e aponta animadamente com seu dedo para a parte de trás da antecedência normanda. Guilherme vira a cabeça e levanta a sua viseira para mostrar aos seus cavaleiros seguindo-o de que ele ainda está vivo e determinado a lutar. Isso está em conformidade, portanto, com Eustácio tendo perdido um pouco a coragem e tendo instado o duque a recuar enquanto a batalha estava no auge com o resultado ainda incerto. Outras fontes sugerem que Eustácio esteve presente com Guilherme no incidente de Malfosse no rescaldo da batalha, onde uma morte saxônica fingida saltou e o atacou, e foi presumivelmente reduzido antes que pudesse chegar a Guilherme.
Eustácio recebeu grandes concessões de terra posteriormente, o que sugere que ele contribuiu de outras formas, bem como, talvez, fornecendo navios.

## Rebelião e morte
No ano seguinte, provavelmente pela razão de estar insatisfeito com a sua parte do espólio, ajudou um cidadão de Kent em uma tentativa de tomar o Castelo de Dover. A conspiração falhou, e Eustácio foi condenado a perder seus feudos ingleses. Posteriormente, ele se reconciliou com o Conquistador, que restaurou uma parte das terras confiscadas.
Eustácio morreu por volta de 1087, e foi sucedido por seu filho, Eustácio III.

## Casamento e progenitura
Casou-se duas vezes:
- Primeiramente com Goda, filha do rei inglês Etelredo, Mau Conselho, e irmã de Eduardo, o Confessor.[9] Goda morreu por volta de 1047.[3]
- Depois, em cerca de 1049,[3] logo após a morte de Goda, casou-se com Ida da Lorena, filha de Godofredo III, duque da Baixa Lorena. Ambos tiveram três filhos:
  - Eustácio III, Conde de Bolonha, casado com Maria da Escócia e pai de Matilde I, Condessa de Bolonha e Rainha consorte da Inglaterra.[10]
  - Godofredo de Bulhão, Senhor de Bulhão, Duque da Baixa Lorena e Príncipe de Jerusalém (seu título é incerto),[11][12] falecido sem filhos.
  - Balduíno, primeiro Conde de Edessa e primeiro Rei de Jerusalém, casado primeiro com Godehilde de Tosny, depois com uma mulher de nome incerto, possivelmente Arda da Arménia, e enfim com Adelaide del Vasto, não deixando nenhum filho.[13][14]

A existência de uma prole maior foi postulada por vários autores desde a Idade Média. A mais extensa e detalhada revisão do tema foi publicada em 1982 por J. A. Coldeweij, estudo elogiado na Low Countries Historical Review pela sua fartura documental e profundidade interpretativa. Segundo Coldeweij, a bibliografia tradicional tem sido muito omissa na consideração de várias crônicas antigas que atribuem outros filhos a Eustácio. A História Eclesiástica de Orderico Vital, considerado um cronista confiável, cita duas irmãs de Godofredo, mas não as nomeia. Guilherme de Tiro menciona Guilherme, a Crônica de Brogne cita uma Ida como irmã de Godofredo, vários documentos mencionam o conde Conon de Montaigu como cunhado de Godofredo, e várias cartas de doações de bens envolvendo a família de Ida da Lorena aludem pelo menos a uma filha, chamada Ida de Bolonha. Esta Ida foi casada primeiro com Herman de Malsen, conde em Teisterbant e senhor de Cuijk, gerando com ele os condes de Cuijk, e foi a segunda esposa de Conon de Montaigu.